# 複塩
複塩（ふくえん、英: double salt）は、主に無機化合物の塩のうち、ミョウバンのように、陽イオンまたは陰イオン、あるいは両方を2種類以上含む塩のこと。2種類以上の塩から生じ、もとの成分イオンがそのまま存在する塩を指すこともある。
複塩に対し、陽イオンと陰イオンのそれぞれ1種類ずつから成る塩を単塩と呼ぶ。
複塩を水などの溶媒に溶かす際に各イオンは同時に溶け、また再結晶や再沈殿により結晶化する際も同時に析出してくる。複塩の結晶構造の中では、各イオンが規則的に配列している。
ルイ・パスツールが歴史上初めて光学分割に成功した酒石酸ナトリウムアンモニウムは複塩の一種である。酒石酸ナトリウムカリウム（ロッシェル塩）も、中世より知られる複塩である。
過硫酸水素カリウム (KHSO5) はそれだけでは不安定な化合物であるが、硫酸水素カリウム、硫酸カリウムと複塩 (2KHSO5・KHSO4・K2SO4) を作ると安定化して取り扱いが容易となる。この複塩はオキソン (OXONE) と呼ばれ、有機合成において酸化剤として用いられる。